# Asymbolus pallidus
Asymbolus pallidus är en hajart som beskrevs av Last, Gomon och Gledhill 1999. Asymbolus pallidus ingår i släktet Asymbolus och familjen rödhajar. IUCN kategoriserar arten globalt som livskraftig. Inga underarter finns listade.

## Bildgalleri

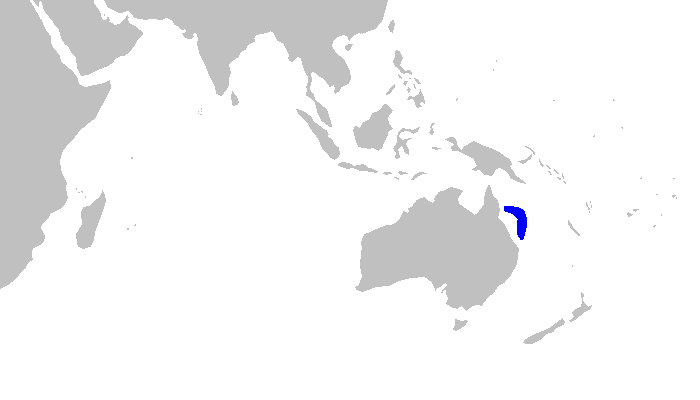